# Daniel Ekstrand
Daniel Ekstrand, född 1704, död 1 november 1774, var en svensk rådman, riksdagsledamot och politiker.

## Biografi
Daniel Ekstrand föddes 1704. Han arbetade som rådman i Eksjö och avled 1774.
Ekstrand var riksdagsledamot för borgarståndet i Eksjö vid riksdagen 1740–1741.